# Eurytoma camaromyiae
Eurytoma camaromyiae är en stekelart som beskrevs av Blanchard 1936. Eurytoma camaromyiae ingår i släktet Eurytoma och familjen kragglanssteklar.
Artens utbredningsområde är Paraguay. Inga underarter finns listade i Catalogue of Life.